# Портрет Гавриила Петровича Веселитского
«Портрет Гавриила Петровича Веселитского» — картина Джорджа Доу и его мастерской из Военной галереи Зимнего дворца.
Картина представляет собой погрудный портрет генерал-лейтенанта (на момент написания картины генерал-майора) Гавриила Петровича Веселитского, сына русского дипломата П. П. Веселицкого, выходца из Далмации, из состава Военной галереи Зимнего дворца.
Во время Отечественной войны 1812 года полковник Веселитский командовал 7-й резервной артиллерийской бригадой, состоял в Дунайской армии адмирала П. В. Чичагова, затем командовал всей артиллерией 3-й Западной армии, отличился в сражении на Березине. В 1813 году за отличие при Бауцене произведён в генерал-майоры и завершил Заграничные походы, находясь при штурме Монмартра.
Изображён в генеральском вицмундире, введённом для артиллерийских генералов в 1820 году. Слева на груди звезда ордена Св. Анны 1-й степени; на шее крест ордена Св. Георгия 3-й степени, по борту мундира кресты ордена Св. Владимира 3-й степени и прусского ордена Красного орла 2-й степени; справа на груди серебряная медаль «В память Отечественной войны 1812 года» на Андреевской ленте. Справа ниже эполета подпись художника и дата (в четыре строки): from nature by G Dawe R. A. 1821 . Подпись на раме: Г. П. Веселитскiй, Генералъ Маiоръ.
7 августа 1820 года Комитетом Главного штаба по аттестации Веселитский был включён в список «генералов, заслуживающих быть написанными в галерею». Гонорар Доу был выплачен 20 апреля 1821 года. Сам Веселитский с 1817 года был начальником штаба Отдельного Оренбургского корпуса и в Санкт-Петербург приезжал в середине декабря 1820 года, вероятно тогда художником были сделаны натурные зарисовки. Готовый портрет принят в Эрмитаж 7 сентября 1825 года. В. К. Макаров назвал этот портрет одной из лучших работ Доу.
В 1840-х годах в мастерской Карла Края по рисунку И. А. Клюквина с портрета была сделана литография, опубликованная в книге «Император Александр I и его сподвижники» и впоследствии неоднократно репродуцированная. В части тиража была использована другая литография с галерейного портрета, отличающаяся незначительными деталями.